# Murilo Endres
Murilo Endres (* 3. Mai 1981 in Passo Fundo) ist ein brasilianischer Volleyballspieler.

## Karriere
Murilo Endres ist der jüngere Bruder des Nationalspielers Gustavo Endres. Nach der sportlichen Ausbildung in der Schule spielte er im Universitätsteam von Passo Fundo. 1998 wechselte er zum EC Banespa. Dort lernte er seine heutige Ehefrau Jacqueline kennen. 2001 gewann der Außenangreifer mit den brasilianischen Junioren die Nachwuchs-Weltmeisterschaft. 2003 gab er schließlich sein Debüt in der A-Nationalmannschaft. Im gleichen Jahr wechselte er zum EC União Suzano. 2004 gewann er mit Brasilien den ersten von vier aufeinander folgenden Titeln in der Volleyball-Weltliga. Ein Jahr später war Brasilien mit Endres außerdem in der Südamerika-Meisterschaft erfolgreich. Der Angreifer ging nun in die italienische Liga, wo er eine Saison für Tonno Callipo Vibo Valentia spielte, bevor er vom Erstligisten Pallavolo Modena verpflichtet wurde. 2006 gewann Endres mit Brasilien durch einen Finalsieg gegen Polen die Weltmeisterschaft in Japan. Neben den erfolgreichen Titelverteidigungen in der kontinentalen Meisterschaft und in der Weltliga gelangen Brasilien 2007 mit Endres außerdem Siege im World Cup und bei den Panamerikanischen Spielen. 2008 gewann Modena mit dem Brasilianer den Challenge Cup. Anschließend nahm Endres am olympischen Turnier in Peking teil, das für Brasilien erst im Endspiel gegen die Vereinigten Staaten endete. Im folgenden Jahr kehrte er zurück in die heimische Liga, wo er seitdem für SESI São Paulo spielt. 2009 und 2010 folgten weitere Titel bei der Südamerikameisterschaft und der Weltliga. Bei der WM 2010 verteidigte Brasilien mit einem Sieg gegen Kuba erfolgreich den Titel. 2011 wurde Endres mit São Paulo brasilianischer Meister. Die Nationalmannschaft sicherte sich den vierten Titel in Folge bei der Kontinentalmeisterschaft. Bei den Olympischen Spielen 2012 in London gewann er mit Brasilien erneut die Silbermedaille. Außerdem wurde er bei diesem Turnier als MVP (Wertvollster Spieler) ausgezeichnet.